# Havel
Havel (nemško: [ˈhaːfl̩] je reka v severovzhodni Nemčiji in je s 334 kilometri najdaljši desni pritok Labe. Pri tem je zračna razdalja med izvirom in izlivom le 94 kilometerov. Havel izvira v Mecklenburgu - Predpomorjanski, teče skozi Brandenburg, Berlin in Saško - Anhalt ter se izliva v Labo blizu Rühstädta na meji med Brandenburgom in Saško - Anhaltom. Najprej teče skozi številna jezerca v jugovzhodni smeri, nato v južni, zahodni in končno v severozahodni smeri. Večji del toka reke je ploven. Jezovi in zapore uravnavajo globino in pretok vode skoraj v celotnem toku. Kljub razširitvi v vodotok ima Havel zaradi številnih naravnih jezer, skozi katera teče, precejšnje akumulacijske zmogljivosti in ohranja vodostaj tudi v daljših sušnih obdobjih. Nevarno visoki vodostaji so redki in jih običajno sprožijo poplave Labe v spodnjem toku reke Havel. Številni stranski kanali skrajšajo vodno pot za plovbo po celinskih vodah.
Havel ima vzdolž svojega toka več celinskih delt. Z razvejanostjo v več stranskih rokavov tvori celinske delte v mestnem območju Brandenburga na Havlu, Rathenow ter med Havlom in Gülper Havlom. 